# Naposletku...
Naposletku ... je deveti studijski album srbskega kantavtorja Đorđeta Balaševića. Izdan je bil leta 1996. Ob uporabi izključno akustičnih glasbil je Naposletku ... Balaševićev prvi popolnoma folk rock album. Podoben zvok ima njegov kasnejši album Rani mraz iz leta 2004. Najpriljubljenejše z albuma so postale pesmi »Naposletku«, »Namćor« in »Sin jedinac«.

## Seznam skladb
| Št.             | Naslov                | Pisec           | Dolžina |
| --------------- | --------------------- | --------------- | ------- |
| 1.              | „Naposletku ...‟      | Đ. Balašević    | 5:45    |
| 2.              | „Dođoška‟             | Đ. Balašević    | 4:16    |
| 3.              | „Namćor‟              | Đ. Balašević    | 5:32    |
| 4.              | „Regruteska‟          | Đ. Balašević    | 7:19    |
| 5.              | „Poslednja nevesta‟   | Đ. Balašević    | 4:10    |
| 6.              | „Miholjsko leto‟      | Đ. Balašević    | 4:47    |
| 7.              | „Sin jedinac‟         | Đ. Balašević    | 4:44    |
| 8.              | „Drvena pesma‟        | Đ. Balašević    | 5:59    |
| 9.              | „Uspavanka za dečaka‟ | Đ. Balašević    | 4:15    |
| Skupna dolžina: | Skupna dolžina:       | Skupna dolžina: | 47:47   |

## Zasedba
- Đorđe Balašević – vokal
- Aleksandar Dujin – klavir
- Dušan Bezuha – kitara
- Aleksandar Kravić – bas kitara
- Josip Kovač – saksofon
- Petar Radmilović – bobni
- Gudači Svetog Đorđa
- Ignac Šen – violina (v pesmih »Naposletku« in »Poslednja nevesta«)
- Josip Kiki Kovač – sopran saksofon (v pesmih »Namćor« in »Uspavanka za dečaka«)
- Goran Marinković – fagot (v pesmi »Drvena pesma«)
- Nenad Marinković – oboa (v pesmi »Drvena pesma«)
- Dragan Kozarčić – trobenta (v pesmi »Regruteska«)
- Đorđe Petrović – producent
- Aleksandra Stojanović – snemalka zvoka